# Meeting de Paris
Il Meeting de Paris (precedentemente noto per ragioni di sponsorizzazione come Meeting Gaz de France dal 1998 al 2008 e Meeting Areva dal 2009 al 2015) è un meeting internazionale di atletica leggera, inserito nel circuito Diamond League, che si tiene annualmente nel mese di luglio allo Stadio Charléty di Parigi, in Francia. Fino al 2016 il meeting si svolgeva presso lo Stade de France di Saint-Denis.

## Storia
Il meeting fu fondato da Michel Zilbermann, che organizzò la prima edizione allo Stadio Auguste Delaune di Reims nel 1984, quindi nel 1999 si disputò la prima edizione nella nuova sede, lo Stade de France di Saint-Denis e per l'occasione il meeting venne promosso da prova del circuito IAAF Grand Prix a prova della IAAF Golden League dove rimase fino al 2009 e l'anno successivo divenne uno dei 14 meeting della Diamond League.
Il meeting del 2009 è stato condizionato della pioggia battente ma Kenenisa Bekele, Kerron Stewart, Sanya Richards e Elena Isinbaeva sono rimasti in gioco per il jackpot finale delle prove della IAAF Golden League 2009. Un momento particolarmente saliente è stato l'ottimo tempo di 9"79 fatto segnare dal giamaicano Usain Bolt nella gara dei 100 metri piani, seguito da vicino da Daniel Bailey che con 9"91 ha stabilito il primato nazionale di Antigua e Barbuda.

## Edizioni
| Anno | Edizione                                  | Stadio                                    | Circuito                                  | Dettagli                                  |
| ---- | ----------------------------------------- | ----------------------------------------- | ----------------------------------------- | ----------------------------------------- |
| 1984 | I                                         | Stadio Auguste Delaune (Reims)            | -                                         | Meeting de Reims 1984                     |
| 1998 | XV                                        | Stadio Auguste Delaune                    | IAAF Grand Prix 1998                      | Meeting Gaz de France 1998                |
| 1999 | XVI                                       | Stade de France (Saint-Denis)             | IAAF Golden League 1999                   | Meeting Gaz de France 1999                |
| 2000 | XVII                                      | Stade de France                           | IAAF Golden League 2000                   | Meeting Gaz de France 2000                |
| 2001 | XVIII                                     | Stade de France                           | IAAF Golden League 2001                   | Meeting Gaz de France 2001                |
| 2002 | XIX                                       | Stade de France                           | IAAF Golden League 2002                   | Meeting Gaz de France 2002                |
| 2003 | XX                                        | Stade de France                           | IAAF Golden League 2003                   | Meeting Gaz de France 2003                |
| 2004 | XXI                                       | Stade de France                           | IAAF Golden League 2004                   | Meeting Gaz de France 2004                |
| 2005 | XXII                                      | Stade de France                           | IAAF Golden League 2005                   | Meeting Gaz de France 2005                |
| 2006 | XXIII                                     | Stade de France                           | IAAF Golden League 2006                   | Meeting Gaz de France 2006                |
| 2007 | XXIV                                      | Stade de France                           | IAAF Golden League 2007                   | Meeting Gaz de France 2007                |
| 2008 | XXV                                       | Stade de France                           | IAAF Golden League 2008                   | Meeting Gaz de France 2008                |
| 2009 | XXVI                                      | Stade de France                           | IAAF Golden League 2009                   | Meeting Areva 2009                        |
| 2010 | XXVII                                     | Stade de France                           | IAAF Diamond League 2010                  | Meeting Areva 2010                        |
| 2011 | XXVIII                                    | Stade de France                           | IAAF Diamond League 2011                  | Meeting Areva 2011                        |
| 2012 | XXIX                                      | Stade de France                           | IAAF Diamond League 2012                  | Meeting Areva 2012                        |
| 2013 | XXX                                       | Stade de France                           | IAAF Diamond League 2013                  | Meeting Areva 2013                        |
| 2014 | XXXI                                      | Stade de France                           | IAAF Diamond League 2014                  | Meeting Areva 2014                        |
| 2015 | XXXII                                     | Stade de France                           | IAAF Diamond League 2015                  | Meeting Areva 2015                        |
| 2016 | XXXIII                                    | Stade de France                           | IAAF Diamond League 2016                  | Meeting de Paris 2016                     |
| 2017 | XXXIV                                     | Stadio Charléty (Parigi)                  | IAAF Diamond League 2017                  | Meeting de Paris 2017                     |
| 2018 | XXXV                                      | Stadio Charléty (Parigi)                  | IAAF Diamond League 2018                  | Meeting de Paris 2018                     |
| 2019 | XXXVI                                     | Stadio Charléty (Parigi)                  | IAAF Diamond League 2019                  | Meeting de Paris 2019                     |
| 2020 | non disputato per la Pandemia di COVID-19 | non disputato per la Pandemia di COVID-19 | non disputato per la Pandemia di COVID-19 | non disputato per la Pandemia di COVID-19 |
| 2021 | XXXVII                                    | Stadio Charléty (Parigi)                  | Diamond League 2021                       | Meeting de Paris 2021                     |
| 2022 | XXXVIII                                   | Stadio Charléty (Parigi)                  | Diamond League 2022                       | Meeting de Paris 2022                     |
| 2023 | XXXIX                                     | Stadio Charléty (Parigi)                  | Diamond League 2023                       | Meeting de Paris 2023                     |
| 2024 | XXXIX                                     | Stadio Charléty (Parigi)                  | Diamond League 2024                       | Meeting de Paris 2024                     |
| 2025 | XL                                        | Stadio Charléty (Parigi)                  | Diamond League 2025                       | Meeting de Paris 2025                     |

## Record del meeting

### Uomini
| Specialità             | Record             | Atleta                                                                    | Nazionalità      | Data           | Note  |
| ---------------------- | ------------------ | ------------------------------------------------------------------------- | ---------------- | -------------- | ----- |
| 100 m                  | 9.79 (-0.2 m/s)    | Usain Bolt                                                                | Giamaica         | 17 luglio 2009 |       |
| 200 m                  | 19.65              | Noah Lyles                                                                | Stati Uniti      | 24 agosto 2019 |       |
| 400 m                  | 43.86              | Jeremy Wariner                                                            | Stati Uniti      | 18 luglio 2008 | [ 3 ] |
| 800 m                  | 1'41.54            | David Rudisha                                                             | Kenya            | 6 luglio 2012  | [ 4 ] |
| 1000 m                 | 2'13.73            | Noureddine Morceli                                                        | Algeria          | 2 luglio 1993  |       |
| 1500 m                 | 3'28.38            | Hicham El Guerrouj                                                        | Marocco          | 6 luglio 2001  |       |
| Miglio                 | 3'49.01            | Hicham El Guerrouj                                                        | Marocco          | 29 luglio 1998 |       |
| 2000 m                 | 4'58.21            | Noureddine Morceli                                                        | Algeria          | 4 giugno 1992  |       |
| 3000 m                 | 7'27.67            | Ali Saïdi-Sief                                                            | Algeria          | 23 giugno 2000 | [ 5 ] |
| 5000 m                 | 12'40.18           | Kenenisa Bekele                                                           | Etiopia          | 1º luglio 2005 | [ 6 ] |
| 10000 m                | 27'22.95           | Fernando Mamede                                                           | Portogallo       | 9 luglio 1982  |       |
| 110 m hs               | 12.88 (+0.5 m/s)   | Dayron Robles                                                             | Cuba             | 18 luglio 2008 |       |
| 400 m hs               | 46.98              | Abderrahman Samba                                                         | Qatar            | 30 giugno 2018 |       |
| 3000 m siepi           | 8'00.57            | Paul Kipsiele Koech                                                       | Kenya            | 6 luglio 2012  | [ 7 ] |
| Salto in alto          | 2.40 m             | Javier Sotomayor                                                          | Svezia           | 19 luglio 1991 |       |
| Salto con l'asta       | 6.00 m             | Sergey Bubka                                                              | Unione Sovietica | 13 luglio 1985 |       |
| Salto con l'asta       | 6.00 m             | Sergey Bubka                                                              | Unione Sovietica | 29 giugno 1990 |       |
| Salto con l'asta       | 6.00 m             | Sergey Bubka                                                              | Ucraina          | 4 giugno 1992  |       |
| Salto con l'asta       | 6.00 m             | Jeff Hartwig                                                              | Stati Uniti      | 4 giugno 1998  |       |
| Salto con l'asta       | 6.00 m             | Sam Kendricks                                                             | Stati Uniti      | 24 agosto 2019 |       |
| Salto in lungo         | 8.66 m (+0.9 m/s)  | Mike Powell                                                               | Stati Uniti      | 29 giugno 1990 |       |
| Salto triplo           | 18.06 m (+0.4 m/s) | Will Claye                                                                | Stati Uniti      | 24 agosto 2019 |       |
| Getto del peso         | 22.44 m            | Tomas Walsh                                                               | Nuova Zelanda    | 24 agosto 2019 |       |
| Lancio del disco       | 70.21 m            | Virglijus Alekna                                                          | Lituania         | 23 luglio 2004 | [ 8 ] |
| Lancio del martello    | 83.00 m            | Balázs Kiss                                                               | Ungheria         | 4 giugno 1998  |       |
| Lancio del giavellotto | 91.40 m            | Jan Železný                                                               | Rep. Ceca        | 29 luglio 1998 |       |
| Staffetta 4x100 m      | 38.70              | Jeffery Lawall Balogun Craig Pickering Marlon Devonish Mark Lewis-Francis | Regno Unito      | 16 luglio 2010 | [ 9 ] |

### Donne
| Specialità             | Record                                                    | Atleta                                | Nazionalità           | Data                         | Note   |
| ---------------------- | --------------------------------------------------------- | ------------------------------------- | --------------------- | ---------------------------- | ------ |
| 100 m                  | 10.88 (0.0 m/s)                                           | Marion Jones                          | Stati Uniti           | 29 luglio 1998               |        |
| 200 m                  | 21.97                                                     | Merlene Ottey                         | Giamaica              | 29 giugno 1990               |        |
| 400 m                  | 49.15                                                     | Tonique Williams-Darling              | Bahamas               | 23 luglio 2004               | [ 8 ]  |
| 800 m                  | 1'54.25                                                   | Caster Semenya                        | Sudafrica             | 30 giugno 2018               |        |
| 1000 m                 | 2'32.40                                                   | Ella Kovács                           | Romania               | 2 luglio 1993                |        |
| 1500 m                 | 3'49"04                                                   | Faith Kipyegon                        | Kenya                 | 7 luglio 2024                | [ 10 ] |
| Miglio                 | 4'18.08                                                   | Mary Slaney                           | Stati Uniti           | 9 luglio 1982                |        |
| 3000 m                 | 8'23.75                                                   | Olga Yegorova                         | Russia                | 6 luglio 2001                |        |
| 5000 m                 | 14'27.41                                                  | Vivian Cheruiyot                      | Kenya                 | 16 luglio 2010               | [ 11 ] |
| 10000 m                | 31'08.41                                                  | Catherina Mckiernan                   | Irlanda               | 17 giugno 1995               |        |
| 100 m hs               | 12.32 (+1.6 m/s)                                          | Ludmila Engquist                      | Russia                | 4 giugno 1992                |        |
| 400 m hs               | 53.06                                                     | Kim Batten                            | Stati Uniti           | 29 luglio 1998               |        |
| 3000 m siepi           | 9'28.81                                                   | Habiba Ghribi                         | Tunisia               | 6 luglio 2012                | [ 12 ] |
| Salto in alto          | 2,10 m                                                    | Jaroslava Mahučich                    | Ucraina               | 7 luglio 2024                | [ 10 ] |
| Salto con l'asta       | 4.91 m                                                    | Yelena Isinbayeva                     | Russia                | 6 luglio 2007                |        |
| Salto in lungo         | 7.15 m (+1.7 m/s)                                         | Heike Drechsler                       | Germania              | 6 luglio 1992                |        |
| Salto triplo           | 15.12 (-0.9 m/s)                                          | Tatyana Lebedeva                      | Russia                | 4 luglio 2003                |        |
| Getto del peso         | 20.78 m                                                   | Nadezhda Ostapchuk                    | Bielorussia           | 16 luglio 2010               |        |
| Getto del peso         | 20.78 m                                                   | Valerie Adams                         | Nuova Zelanda         | 8 luglio 2011                | [ 13 ] |
| Lancio del disco       | 68.60 m                                                   | Sandra Perković                       | Croazia               | 30 giugno 2018               |        |
| Lancio del martello    | 73,27 m                                                   | Brooke Andersen                       | Stati Uniti           | 7 luglio 2024                | [ 10 ] |
| Lancio del giavellotto | 70.88 m (Vecchio giavellotto) 68.01 m (Nuovo giavellotto) | Petra Felke-Meier Christina Obergföll | Germania Est Germania | 29 giugno 1990 8 luglio 2011 | [ 14 ] |